# Natálie
Ženské jméno Natálie pochází z latinského slovního spojení natale domini a význam jména je „narozená v den zrození Krista“, „dítě Vánoc“. Další variantou je Noelia, které se však v Česku neužívá. Ze jména Natálie je odvozeno jméno Nataša, které vzniklo jako domácká podoba ruského křestního jména Natalja.

## Domácké podoby
Domáckými podobami jména jsou Natálka, Naty, Natka, Nasťa, Tálka, Tálie aj.

## Statistické údaje
Následující tabulka uvádí četnost jména v ČR a pořadí mezi ženskými jmény ve srovnání několika roků, pro které jsou dostupné údaje MV ČR – lze z ní tedy vysledovat trend v užívání tohoto jména:
| Rok  | Četnost | Pořadí |
| 1999 | 3811    | 132.   |
| 2002 | 5351    | 110.   |
| 2009 | 21 553  | 65.    |

Procentní zastoupení tohoto jména mezi žijícími ženami v ČR vzrostlo za 10 let více než pětinásobně, což svědčí o velice strmém nárůstu obliby tohoto jména.
V roce 2008 se podle údajů ČSÚ jednalo o 2. nejčastější ženské jméno mezi novorozenci.

## Jméno Natálie v jiných jazycích
Jméno znají i na Slovensku – ve variantě Natália, stejnou podobu má jméno i v Maďarsku. Anglickou verzí jména je Natalie, také Nathalie, Natalia nebo Nathalia, německou a francouzskou podobou jména je Natalie (Nathalie). Ruština jméno zná jako Natalja, v domácké verzi je jméno upraveno pak na Nataša. Ale není to oficiální/stejné, jen zdrobnělina.
- Anglicky: Natalie, Natalia, Nathalie, Nathalia
- Francouzsky: Nathalie
- Portugalsky: Nathália
- Rusky: Nataša nebo Natalija/Natalyja, Naša a Taša, (Наташа, Наталья/Наталия, Ната и Таша)
- Srbsky: Natalija
- Ukrajinsky: Natalija (Наталія), Natálka, Natali

## Datum jmenin
- Český kalendář: 21. prosince

## Významné osoby se jménem Natálie
- Natálie Grossová – česká herečka, dcera politika Stanislava Grosse
- Natalie Imbruglia – zpěvačka a herečka
- Natalia Oreiro – herečka a zpěvačka
- Natalie Portmanová – herečka
- Natalia Siwiecová – polská modelka, Miss Euro 2012
- Natalie Ward – australská softbalistka
- Natalie Wood – rusko-americká herečka
- Natalja Zverevová – běloruská tenistka